# سلف اند (بيدفوردشير)
سلف اند (بالإنجليزية: Salph End)‏ هي قرية تقع في المملكة المتحدة في شرق انجلترا.